# Camperol de Nova Zelanda
El camperol de Nova Zelanda (Poodytes punctatus) és una espècie d'ocell de la família dels locustèl·lids (Locustellidae). És endèmic de l'illa de Nova Zelanda. Habita les zones humides. El seu estat de conservació es considera de risc mínim.